# Çalburun
Çalburun är en ort i Azerbajdzjan. Den ligger i distriktet Gädäbäy rajon, i den västra delen av landet, 400 km väster om huvudstaden Baku. Çalburun ligger 1 429 meter över havet och antalet invånare är 1 800.
Terrängen runt Çalburun är kuperad åt nordost, men åt sydväst är den bergig. Närmaste större samhälle är distriktshuvudorten Gädäbäy, 8,7 km nordost om Çalburun. 
Omgivningarna runt Çalburun är en mosaik av jordbruksmark och naturlig växtlighet. Runt Çalburun är det ganska tätbefolkat, med 70 invånare per kvadratkilometer.